# Flesh and Blood (album de Roxy Music)
Pour les articles homonymes, voir Flesh and Blood.
Albums de Roxy Music
Manifesto
(1979) Avalon
(1982)
Singles
1. Over You
Sortie : mai 1980
2. Oh Yeah
Sortie : juillet 1980
3. Same Old Scene
Sortie : octobre 1980
4. In the Midnight Hour
Sortie : juin 1980 (USA uniquement)

Flesh and Blood (sorti sous le nom Flesh + Blood) est le septième album studio du groupe Roxy Music sorti en juin 1980, qui rencontra un énorme succès au Royaume-Uni en étant classé premier du UK Albums Chart d'abord pendant une semaine (du 28 juin 1980 au 4 juillet 1980), puis durant trois semaines (du 23 août 1980 au 12 septembre 1980)
En France, l'album s'est classé à la troisième place des meilleures ventes d'albums  et est certifié disque d'or en 1982.

## Titres
Tous les titres sont écrits par Bryan Ferry, sauf ceux indiqués.
1. In the Midnight Hour (Wilson Pickett, Steve Cropper) – 3:09
2. Oh Yeah – 4:51
3. Same Old Scene – 3:57
4. Flesh and Blood – 3:08
5. My Only Love – 5:16
6. Over You (Ferry, Phil Manzanera) – 3:27
7. Eight Miles High (Gene Clark, David Crosby, Jim McGuinn) – 4:55
8. Rain, Rain, Rain – 3:20
9. No Strange Delight (Ferry, Manzanera) – 4:44
10. Running Wild (Ferry, Manzanera) – 5:03

## Personnel
Roxy Music :
- Bryan Ferry : Chant, claviers, piano, synthétiseur (4), guitare (4), cordes (5)
- Phil Manzanera : Guitares, basse (6)
- Andy Mackay : Saxophone, hautbois

Personnel additionnel :
- Paul Carrack : Cordes (2), orgue, piano (10)
- Neil Hubbard : Guitare (1,2,5,7-10)
- Gary Tibbs : Basse (1)
- Neil Jason : Basse (2,7,9)
- Alan Spenner : Basse (3-5,8,10)
- Allan Schwartzberg : Batterie (1-3,6-10), percussions (4,5)
- Andy Newmark : Batterie (4,5)
- Simon Phillips : Percussions (5)

## Classements et certifications
| Classement (1980)             | Meilleure position |
| ----------------------------- | ------------------ |
| Autriche (Ö3 Austria Top 40)  | 15                 |
| France (SNEP)                 | 3                  |
| Norvège (VG-lista)            | 5                  |
| Nouvelle-Zélande (RIANZ)      | 1                  |
| Pays-Bas (Mega Album Top 100) | 8                  |
| Royaume-Uni (UK Albums Chart) | 1                  |
| Suède (Sverigetopplistan)     | 7                  |

| Pays              | Certification | Date            | Ventes  |
| ----------------- | ------------- | --------------- | ------- |
| Royaume-Uni (BPI) | Platine       | 30 octobre 1980 | 300 000 |
| France (SNEP)     | Or            | 1982            | 253 100 |